# Dávid Skokan
Dávid Skokan (* 6. Dezember 1988 in Poprad, Tschechoslowakei) ist ein ehemaliger slowakischer Eishockeyspieler, der mit der slowakischen Nationalmannschaft an den Weltmeisterschaften 2014 und 2017 teilnahm.

## Karriere
Dávid Skokan begann seine Karriere als Eishockeyspieler beim HK Poprad in seiner Geburtsstadt. 2005 ging er nach Nordamerika, wo er drei Jahre lang für die Océanic de Rimouski, die ihn beim CHL Import Draft 2005 in der ersten Rundes als insgesamt 17. Spieler gezogen hatten, in der kanadischen Juniorenliga LHJMQ auf dem Eis stand und wurde 2007 für CHL Top Prospects Game nominiert. In dieser Zeit wurde er beim NHL Entry Draft 2007 wurde er in der siebten Runde als insgesamt 193. Spieler von den New York Rangers ausgewählt.
2008 kehrte er nach Poprad zurück und spielte dort ein Jahr in der Extraliga, bevor er 2009 zum HC Slovan Bratislava wechselte, mit dem er 2012 slowakischer Meister wurde. Nach einer kurzen Rückkehr nach Poprad, wechselte er zum HC Slavia Prag in die tschechische Extraliga. 2014 schloss er sich dem Ligakonkurrenten Mountfield HK an. Ein Jahr später kehrte er nach Bratislava zurück und spielte eine Spielzeit mit dem HC Slovan in der KHL. Es folgten gut zwei Jahre bei Piráti Chomutov in Tschechien, bevor er im Oktober 2018 ligaintern zum HC Dynamo Pardubice und schließlich im Januar 2019 zu den Löwen Frankfurt in die DEL2 wechselte. Anschließend ging er wieder in die Slowakei, wo er 2019/20 für den HC Košice und danach bis zu seinem Karriereende 2023 erneut beim HK ŠKP Poprad spielte. Dabei wurde er 2021 in das All-Star Team der Extraliga gewählt.
Nach seinem Karriereende ging er in den Nachwuchstrainerstab des HK Spišská Nová Ves.

### International
Mit der slowakischen Juniorenauswahl nahm Skokan an den U20-Weltmeisterschaften 2006, 2007 und 2008, als er gemeinsam mit mehreren anderen Spielern drittbester Vorlagengeber nach seinem Landsmann Marek Slovák und dem US-Amerikaner Jordan Schroeder wurde, teil.
Im Herrenbereich stand er im Aufgebot seines Landes bei den Weltmeisterschaften 2014 und 2017.

## Erfolge und Auszeichnungen
- 2007 Teilnahme am CHL Top Prospects Game
- 2012 Slowakischer Meister mit dem HC Slovan Bratislava
- 2021 All-Star Team der Extraliga